# Gregory Echenique
Gregory Echenique (* 23. November 1990 in Caracas) ist ein venezolanischer Basketballspieler. Nach dem Studium in den Vereinigten Staaten startete Echenique eine Karriere als Profi, die er in der Basketball-Bundesliga 2013/14 für die MHP Riesen Ludwigsburg begann. Nach einer weiteren Vereinsstation in Belgien, wo er mit Telenet Oostende die Meisterschaft 2014 gewann, kehrte er nach anderthalb Jahren in seine Heimat zurück, in der er mit den Guaros de Lara 2016 die FIBA Liga de las Américas gewann. Bereits seit 2009 ist er Nationalspieler in der Herren-Auswahlmannschaft seines Heimatlandes, mit der er 2016 die Südamerikameisterschaft gewann und Teilnehmer der Olympischen Spiele 2016 in Rio war.

## Karriere
Echenique kam zum Studium in die Vereinigten Staaten, wo er ab 2008 für die Hochschulmannschaft Scarlet Knights der Rutgers University aus New Jersey in der Big East Conference der NCAA Division I spielte. In seiner Freshman-Saison hatte Echenique mit gut acht Punkten und Rebounds pro Spiel einen hoffnungsvollen Start in seine Karriere als Collegebasketballer erzielt und nur knapp ein Double-double im Durchschnitt verpasst. Im Sommer 2009 debütierte er dann auch für die venezolanische Herren-Nationalmannschaft bei der Amerikameisterschaft 2009, in der Venezuela nach nur einem Sieg in der Vorrunde frühzeitig ausschied. Zu Beginn der zweiten Spielzeit bei den Scarlet Knights, die in der Vorsaison nur zwei Siege in 18 Spielen innerhalb ihrer spielstarken Conference errungen hatten, erlitt Echenique eine Augenverletzung, die zu einer bis zum Saisonende dauernden Spielpause zwang. Die Spielpause nutzte er zu einem Hochschulwechsel, der ihn nach den Regularien der NCAA ansonsten auch zu einem Jahr Pause von Meisterschaftsspielen gezwungen hätte. Mit seiner neuen Hochschulmannschaft Bluejays an der Creighton University konnte er 2012 und 2013 das Meisterschaftsturnier der Missouri Valley Conference (MVC) gewinnen. In der landesweite NCAA-Endrunde erlitt man dann jeweils eine Zweitrundenniederlage gegen renommierte Gegner, einmal gegen die Tar Heels der University of North Carolina at Chapel Hill und 2013 gegen die Blue Devils der Duke University. Nachdem Echeniques individuelle Statistiken in seinen letzten beiden Collegejahren jedoch stagniert hatten, war er ohne große Aussicht auf eine Berücksichtigung in der NBA Draft der am höchsten dotierten Profiliga.
Mit der venezolanischen Nationalmannschaft hatte Echenique durch den fünften Platz bei der Basketball-Amerikameisterschaft 2011 noch einen Startplatz für das olympische Qualifikationsturnier 2012 erreicht. Nachdem Venezuela bei der Südamerikameisterschaft 2012 sich nur zweimal Gastgeber Argentinien geschlagen geben musste und die Silbermedaille gewann, gewann man auch das Auftaktspiel beim Olympiaqualifikationsturnier vor heimischem Publikum in Caracas gegen Nigeria mit zwei Punkten Unterschied. Eine hohe Niederlage gegen Litauen im zweiten Gruppenspiel bedeutete jedoch das Aus, nachdem Litauen sich im abschließenden Vorrundenspiel gegen Nigeria schonte. Während sich Venezuelas Gegner in den anschließenden K.-o.-Spielen das Startrecht für das eigentliche Olympiaturnier 2012 in London sicherten, war Gastgeber Venezuela damit bereits nach der Vorrunde ausgeschieden. Ein Jahr später war Venezuela erneut Ausrichter bei der Amerikameisterschaft 2013, doch Echenique zog es vor, sich auf seine erste Saison als Profi vorzubereiten und spielte in der NBA Summer League für die Toronto Raptors. Die Nationalmannschaft musste zudem auf ihren verletzten Starspieler Greivis Vásquez von den Sacramento Kings verzichten und verpasste nur knapp die Qualifikation für die Endrunde der WM 2014. Trotz des Verzichts gelang Echenique nicht der Sprung in die NBA und er unterschrieb schließlich einen Vertrag beim deutschen Erstligisten MHP Riesen aus Ludwigsburg für die Basketball-Bundesliga 2013/14. Bereits Mitte Dezember verließ Echenique nach insgesamt zehn Einsätzen in Meisterschaftsspielen den Verein, der Gary McGhee verpflichtete. Echenique bekam Anfang Januar 2014 einen neuen Vertrag beim belgischen Meister BC Telenet aus Ostende, mit dem er auch im europäischen Vereinswettbewerb Eurocup 2013/14 spielte. Nach dem Gewinn des Doubles verließ jedoch Echenique zum Jahresende 2014 den Verein wieder und kehrte in seine venezolanische Heimat zurück. 
Seit Jahresbeginn 2015 spielte Echenique für die Guaros aus dem Bundesstaat Lara, die unter dem aus Argentinien stammenden venezolanischen Nationaltrainer Néstor García die Vizemeisterschaft hinter Rekordmeister Marinos de Anzoátegui gewannen. Bei den Panamerikanischen Spielen 2015 erreichte Echenique mit der venezolanischen Auswahl einen siebten Platz von neun teilnehmenden Auswahlmannschaften. Bei der Amerikameisterschaft 2015 einen Monat später blieb Echenique ohne Einsatz, als Venezuela etwas überraschend erstmals den Titel in Mexiko-Stadt gewann und sich damit erst zum zweiten Mal nach 1992 für die Olympischen Spiele qualifizierte. Mit seiner Vereinsmannschaft Guaros gewann Echenique im Finale der FIBA Liga de las Américas gegen den brasilianischen Titelverteidiger Associação Bauru im März 2016 den ersten internationalen Titelgewinn des Vereins. Vor eigenem Publikum gewann die venezolanische Auswahl die Südamerikameisterschaft 2016 in La Asunción gegen Argentinien, so dass Echenique auch mit der Nationalmannschaft seinen ersten Titelgewinn feierte. Bei den ersten Olympischen Spielen auf dem südamerikanischen Kontinent konnte die venezolanische Auswahl in Rio 2016 von fünf Gruppenspielen jedoch nur das Spiel gegen die Auswahl der Volksrepublik China gewinnen. Echenique erzielte im Durchschnitt pro Spiel die meisten Punkte und holte die meisten Rebounds der venezolanischen Auswahl.